# Филадельфийский коридор

Карта сектора Газа. Юго-западная граница — Филадельфийский коридор

Филадельфийский коридор (англ. Philadelphi Corridor, также араб. محور صلاح الدين‎, англ. Salahadin Axis, Salahadin corridor) — граница между сектором Газа и Египтом, песчаный коридор протяжённостью около 14,5 км (9 миль) и шириной несколько сотен метров. Он начинается на территории Израиля неподалёку от кибуца Керем-Шалом, проходит через разделённый на две части (западную и восточную) город Рафах (Рафиах) и заканчивается неподалёку от развалин еврейского поселения Рафиах-Ям, снесённого после ухода Израиля из Газы в 2005 году. До этого коридор, в рамках соглашений в Осло, контролировала израильская армия. В 2005 году израильская армия была выведена из Филадельфийского коридора и передала контроль над границей Египту. В мае 2024 года ЦАХАЛ завершил захват коридора во время наступления на Рафах в ходе операции «Железные мечи».
После соглашений Осло 1995 года Израилю было разрешено сохранить коридор безопасности. После одностороннего ухода Израиля из сектора Газа в 2005 году было заключено Филадельфийское соглашение с Египтом, которое разрешило Египту разместить 750 пограничников вдоль маршрута для патрулирования границы на египетской стороне. Палестинская сторона границы контролировалась Палестинской автономией до прихода к власти ХАМАС в 2007 году. Совместное управление пограничным переходом «Рафах» было передано Палестинской администрации и Египту для ограничения прохода владельцев палестинских удостоверений личности, а также других лиц в порядке исключения.

## Название
Слово «филадельфия» происходит от греч. Φιλαδέλφεια — братская любовь. Название «Филадельфия» было «случайно выбрано израильской армией в качестве кодового названия для пограничной зоны, которая делит город Рафах на две части: одну палестинскую и одну египетскую.». В проекте Плана размежевания от 18 апреля 2004 года оно было определено как «пограничная зона между сектором Газа и Египтом».
Второе название «Ось Саладина» или «Коридор Саладина» дано по названию дороги Саладина, проходящей по всему сектору Газа от КПП Рафах на юге до КПП «Эрез» на севере.

## После 2007 года
В январе 2008 года палестинские боевики прорвали несколько участков стены, граничащей с городом Рафиах. Тысячи жителей Газы устремились в Египет в поисках еды и припасов. По состоянию на август 2012 года египетская армия продолжала разрушать туннели, соединяющие Египет и сектор Газа, и источник в их безопасности заявил, что их снос будет продолжаться «в целях борьбы с любыми элементами терроризма». После падения режима Мубарака в 2011 году Египет ослабил ограничения на границе с сектором Газа, позволив большему количеству палестинцев свободно пересекать границу впервые за четыре года. Египетская армия, по её собственным словам, продолжала разрушать предназначенные для контрабанды туннели в секторе Газа, «чтобы бороться с любыми элементами терроризма». По состоянию на апрель 2013 года Египет усилил своё присутствие на границе с сектором Газа. Египетская армия разрушает туннели, затопляя их. Пограничный переход Рафиах во время войны между Израилем и ХАМАСом в 2023 году был по крайней мере частично закрыт из-за военных действий. Во время наступления на Рафиах в рамках операции «Железные мечи» ЦАХАЛ получил полный оперативный контроль над всем коридором Филадельфии. На коридоре было обнаружено около 20 туннелей, некоторые из которых предназначены для контрабанды, а также 82 подземных туннельных шахты вдоль коридора.